# Baltă

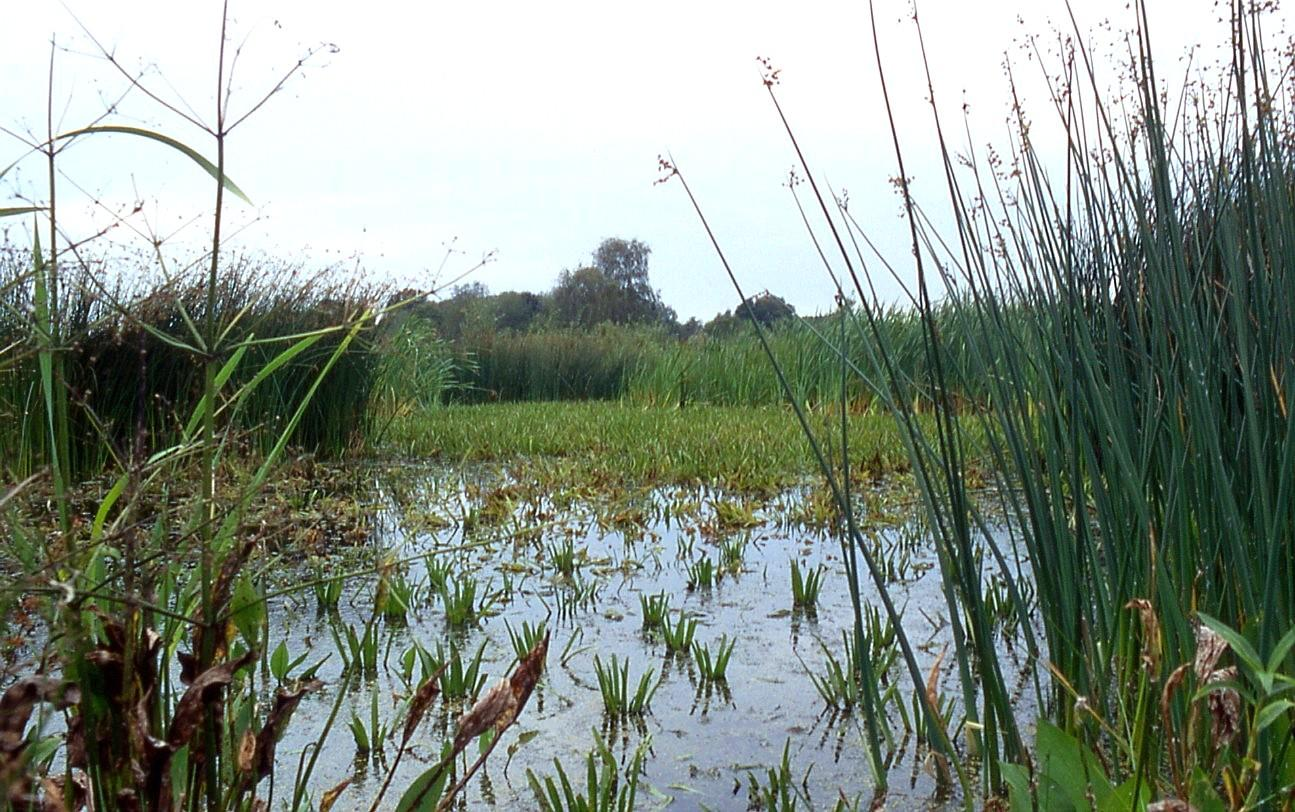
Baltă în partea de nord a Germaniei

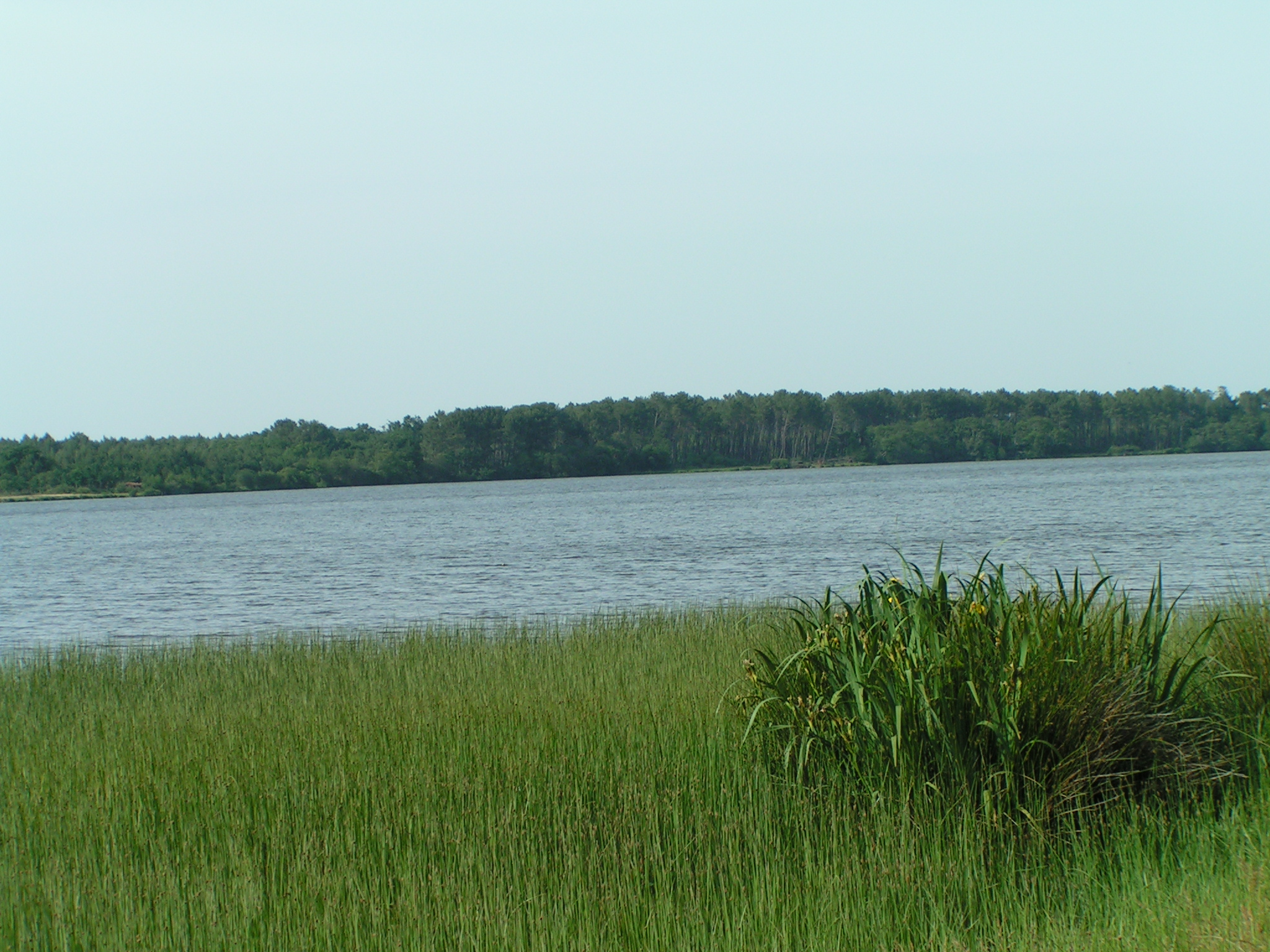
Balta Aureilhan din Landes, Franța

O baltă este un corp de apă stătătoare, de adâncime mică și cu o suprafață mai mică decât un lac.
Pentru viețuitoare, este un mediu biotic natural acvatic. 
În general, bălțile se formează prin: inundații, ploi abundente sau topirea zăpezii.

## Faună și floră
La marginea bălții cresc: trestie, papură, salcii și stuf etc.
Există și plante plutitoare: nufăr alb, nufăr galben, alge și lintiță.
Păsările specifice acestui biotop sunt: barza, rața sălbatică, lișita, etc, peștii sunt crapul, somnul ,roșioara, țiparul, carasul și știuca.
De asemenea se întâlnesc reptile (șerpi) și amfibieni (broaște) și alte vietăți mici insecte, libelule, țânțari, lipitori, viermi și melci.